# Anita Neubauer
Anita Neubauer (* 2. August 1967 in Wels, Oberösterreich) ist eine österreichische Politikerin der Freiheitlichen Partei Österreichs (FPÖ). Von November 2017 bis Oktober 2021 war sie Abgeordnete zum Oberösterreichischen Landtag.

## Leben

### Ausbildung und Beruf
Anita Neubauer besuchte nach der Volksschule das Bundesrealgymnasium Traun und die Höhere Lehranstalt für Fremdenverkehrsberufe (HLF) in Kleßheim bei Salzburg, wo sie 1986 maturierte. Ab 2012 besuchte sie den Universitätslehrgang Management & Leadership an der Universität Linz, den sie 2014 als Master of Business Administration (MBA) abschloss.
Nach der Matura war sie bis 1998 in verschiedenen Tourismus- und Gastronomiebetrieben tätig, seit 1998 ist sie im Oberösterreichischen Landesdienst, zuletzt als Vertragsbedienstete beim Amt der Oberösterreichischen Landesregierung in der Direktion Soziales und Gesundheit, Abteilung Wohnbauförderung. Von 2009 bis 2011 fungierte sie außerdem als Aufsichtsrätin der Seniorenzentren Linz GmbH, seit 2015 ist sie stellvertretende Aufsichtsratsvorsitzende der Tabakfabrik Linz Entwicklungs- und Betriebsgesellschaft mbH.

### Politik
Anita Neubauer vertrat ab der Gemeinderatswahl 2009 die FPÖ im Gemeinderat der Stadt Linz, wo sie Mitglied im Ausschuss für Frauen, Umwelt, Naturschutz und Bildung war.
Ab dem 9. November 2017 war sie in der XXVIII. Gesetzgebungsperiode Abgeordnete zum Oberösterreichischen Landtag, wo sie dem Ausschuss für Bildung, Kultur, Jugend und Sport angehörte. Als Landtagsabgeordnete folgte sie damit Brigitte Povysil nach, die in den Nationalrat wechselte. Nach der Landtagswahl 2021 schied sie aus dem Landtag aus.
Im Juni 2019 wurde sie Mitglied im Landeskulturbeirat des Landes Oberösterreich.